# Trogloraptor marchingtoni
Trogloraptor marchingtoni Griswold, Audisio & Ledford, 2012, è una specie di ragni scoperta nel 2010 in alcune caverne dell'Oregon sud-occidentale.
Si tratta di una specie di grandi dimensioni (il diametro massimo delle zampe è di 7,6 cm) con il corpo di colore giallo-bruno caratterizzato dalla presenza di artigli ad uncino nel segmento terminale di ogni zampa.
T. marchingtoni è l'unico rappresentante della famiglia monotipica Trogloraptoridae e prende il nome dal suo scopritore, il biospeleologo amatoriale Neil Marchigton.